# Covarrubias (kommunhuvudort)
Covarrubias är en kommunhuvudort i Spanien.   Den ligger i provinsen Provincia de Burgos och regionen Kastilien och Leon, i den centrala delen av landet, 180 km norr om huvudstaden Madrid. Covarrubias ligger 892 meter över havet och antalet invånare är 621.
Terrängen runt Covarrubias är kuperad österut, men västerut är den platt. Covarrubias ligger nere i en dal. Runt Covarrubias är det mycket glesbefolkat, med 3 invånare per kvadratkilometer. Närmaste större samhälle är Salas de los Infantes, 19,7 km öster om Covarrubias. 